# Sardegna Semidano superiore
Il Sardegna Semidano superiore è un vino DOC la cui produzione è consentita nell'intero territorio della Regione Autonoma della Sardegna.

## Caratteristiche organolettiche
- colore: giallo paglierino con riflessi tendenti al dorato
- odore: profumo delicato di fruttato, caratteristico
- sapore: morbido, sapido, fresco

## Abbinamenti consigliati
Suppa quatta (pane, verdure, brodo di carne, abbondante pecorino grattugiato).

## Produzione
Provincia, stagione, volume in ettolitri
- nessun dato disponibile